# 龔心湛
龔心湛（1871年—1943年），原名心瀛，字仙舟，安徽合肥人，祖籍江西臨川。民国初期皖系政治人物，曾代理国务总理。

## 生平
龔心湛是清朝监生，金陵同文馆毕业。後來留學日本。曾在中國驻日本、美國、法國、意大利、菲律賓等国使領馆任随员多年。歸國後，任廣東知府兼署理按察使，兼廉欽兵備道。後來歷任雲南臨安開廣道、雲南提法使。
民国元年（1912年）後，龔心湛歴任武昌造幣廠廠長、漢口中国銀行行長、賑撫局督辦、安徽省国税籌備處處長、財政司司長。民国三年（1914年），任安徽省財政廳廳長。民国四年（1915年）6月，升任北京政府財政部次長，兼任鹽務署督辦。同年12月，任督辦經界局事務。民国五年（1916年）4月，任参政院参政。
民国七年（1918年）11月，龔心湛外任安徽省省長，未就任。民国八年（1919年）1月，任北京政府財政部總長兼幣制局督辦兼造幣廠總裁。同年6月13日至9月24日，代理国务总理，因不堪直系吴佩孚電斥而請辭。
民国十三年（1924年）11月，龔心湛出任段祺瑞執政政府的内務部總長兼揚子江水道討論委員会会長兼賑務督辦。次年11月，署交通部總長，12月被正式任命為交通部總長。
民国十五年（1926年）4月，段祺瑞倒台，龔心湛辞任。住在天津英租界，退出政界辦实业，先后担任大陆银行、中孚银行董事、耀华玻璃公司总董、开滦矿务局董事、启新洋灰公司总理、董事长等。1940年曾与靳云鹏等人发起资助修建天津大悲院新庙。
民国三十一年（1942年）3月，龔心湛任汪精衛政權的華北政務委員会諮議会議委員。民国三十二年（1943年）12月13日在天津病逝。享年73歲。

## 紀念
- 龚心湛旧宅